# 约翰·斯诺 (医学家)
约翰·斯诺（英語：John Snow，1813年3月15日—1858年6月16日），英国内科医生，是麻醉学和流行病学的开拓者。第三次霍乱大流行期间，因在1854年宽街霍乱爆发事件研究中作出重大贡献，被誉为“流行病学之父（Father of epidemiology）”或“现代流行病学之父（Father of modern epidemiology）”。

## 早年生活与教育
斯诺生于1813年3月15日，英格兰约克郡，为威廉和弗兰西斯·斯诺的长子。斯诺早年生活在约克郡最穷的地方——北街（North Street）。因为临近乌兹河，那里经常面临着水浸的危险。斯诺的父亲在当地的一个煤矿工作。斯诺小时候便在约克郡一个中世纪的教堂接受施洗。

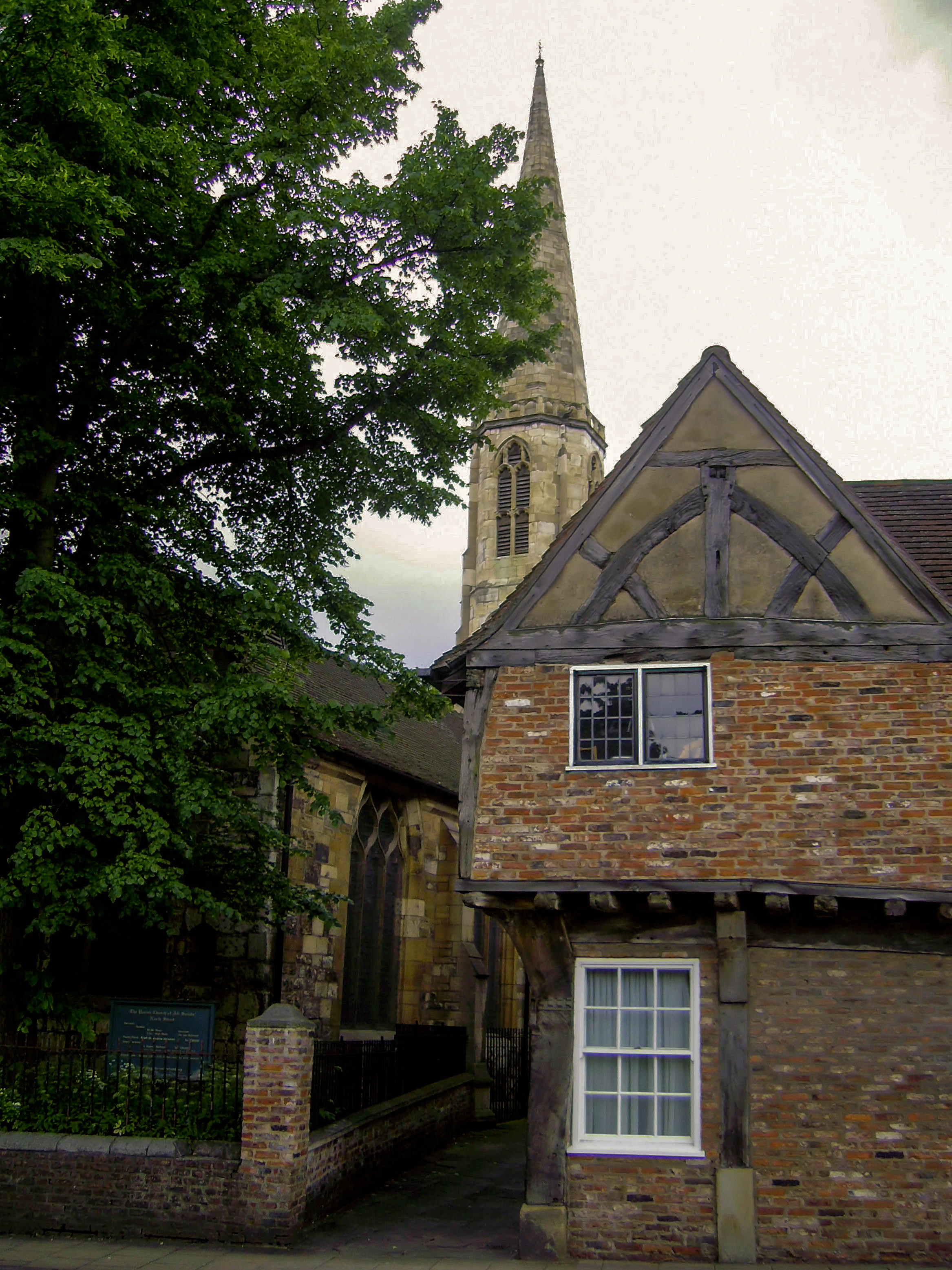
All Saints, North Street.

14岁的时候，斯诺到William Hardcastle当徒弟，William Hardcastle是斯诺叔叔Charles Empson的朋友，一个著名的内科医生。而Charles Empsom和罗伯特 史蒂芬孙是同学，正是这种关系，斯诺获得了离开家乡很远的这份学徒工作。接下来在1833年到1836年，斯诺不断到煤矿当实习医生，先在达拉谟伯诺普菲尔德，再在佩特里桥。1836年10月，斯诺到伦敦Hunterian school of medicine in Great Windmill Street学习医学。一年后，他开始在西敏市医院工作，并且在来年5月2日成为英国伦敦皇家外科医学院的成员。经过努力，他1844年12月毕业于伦敦大学。1850年又被吸收为英国伦敦皇家内科医学院成员。

## 对麻醉学的研究
约翰·斯诺是第一个研究计算麻醉药——乙醚用量的医学家。他还发现，氯仿可以用作麻醉剂。当维多利亚女王在1853和1857生產她最后两个孩子利奥波德王子和貝翠絲公主的时候，斯诺大胆地将氯仿用于维多利亚女王身上以减轻她生孩子时的痛苦，这获得了大众对麻醉药广泛的认可。斯诺于1847年发表了一篇关于乙醚的论文——《关于对乙醚蒸汽吸入研究》（On the Inhalation of the Vapor of Ether），更多的研究论文在他死后发表——1858的《关于氯仿和其他麻醉剂药效和施用研究》（On Chloroform and Other Anaesthetics, and Their Action and Administration.）

## 对霍乱的研究

1854年斯诺在伦敦霍乱爆发时研究个案时用的地图

在斯诺生活的年代，对霍乱的起因的主流意见是空气污染论（认为霍乱像黑死病一样通过空气传播）。另一方意见是未被广泛接受病菌学说。斯诺并不清楚究竟霍乱是通过哪种途径传播的，但是，经过1832年斯诺与巴尼澳霍乱研究提出的证据，使他相信霍乱的传播并不归咎于吸入了被“污染”的空气。而是因严重的水污染病菌传播。他1849年开始通过他的论文——《霍乱传递方式研究》（On the Mode of Communication of Cholera）宣传他的理论，并于1855年出版了第二版。在第二版中，他详细介绍了1854年英国伦敦西敏市霍乱爆发时水源在病菌传播中所起的媒介作用。他通过与当地居民交流和仔细分析，将污染源锁定在布劳德大街（现布劳维克大街）的公用抽水机上。虽然通过化学分析及显微镜观察抽水机水源样本并未得出确凿的结论，但是他对霍乱传播方式研究却足以令人信服，并成功说服当地市政将抽水机手柄移走。各大报纸将其视为霍乱病的终结，然而根据斯诺自己的解释，霍乱發病率在此前可能已经大幅度下降。接下来，斯诺使用一张地图来阐明霍乱是如何集中于抽水机旁的。他同时将统计学应用于其对于水质和霍乱个案联系的研究中。他表示，正是因为公司从被污染的泰晤士河部份取水，导致了霍乱發病率的提高。斯诺的研究可以说是公共卫生学历史上一重大事件。

## 政治上的论战
在霍乱病魔逐渐被制服之时，政府却将布劳德大街抽水机的手柄重新安装上。他们装腔作势，并且开始反对斯诺关于霍乱病传播的理论，这在大众中引起不满。
今天主管公共卫生的官员意识到，改革者经常卷入政治斗争。在一年一度的关于抽水机手柄讲座演讲举行期间，约翰斯诺协会的成员们将一个抽水机手柄移走再重新安装上，以表当涉及公共卫生时的不断挑战。

## 晚年生活
斯诺一生并未结婚，是一个素食主义者和禁酒主义者。他一生相信饮用经过煮沸的纯水能延年益寿。
斯诺在1858年6月10日工作时，经历了一场大病。他并没有康复过来，于1858年6月16日与世长辞，葬于布朗普顿公墓。

## 纪念

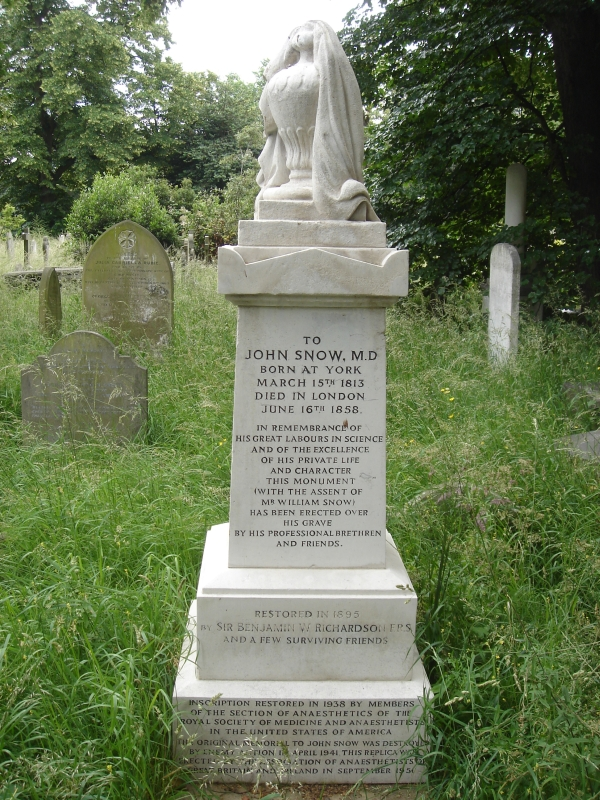
伦敦布朗普顿公墓

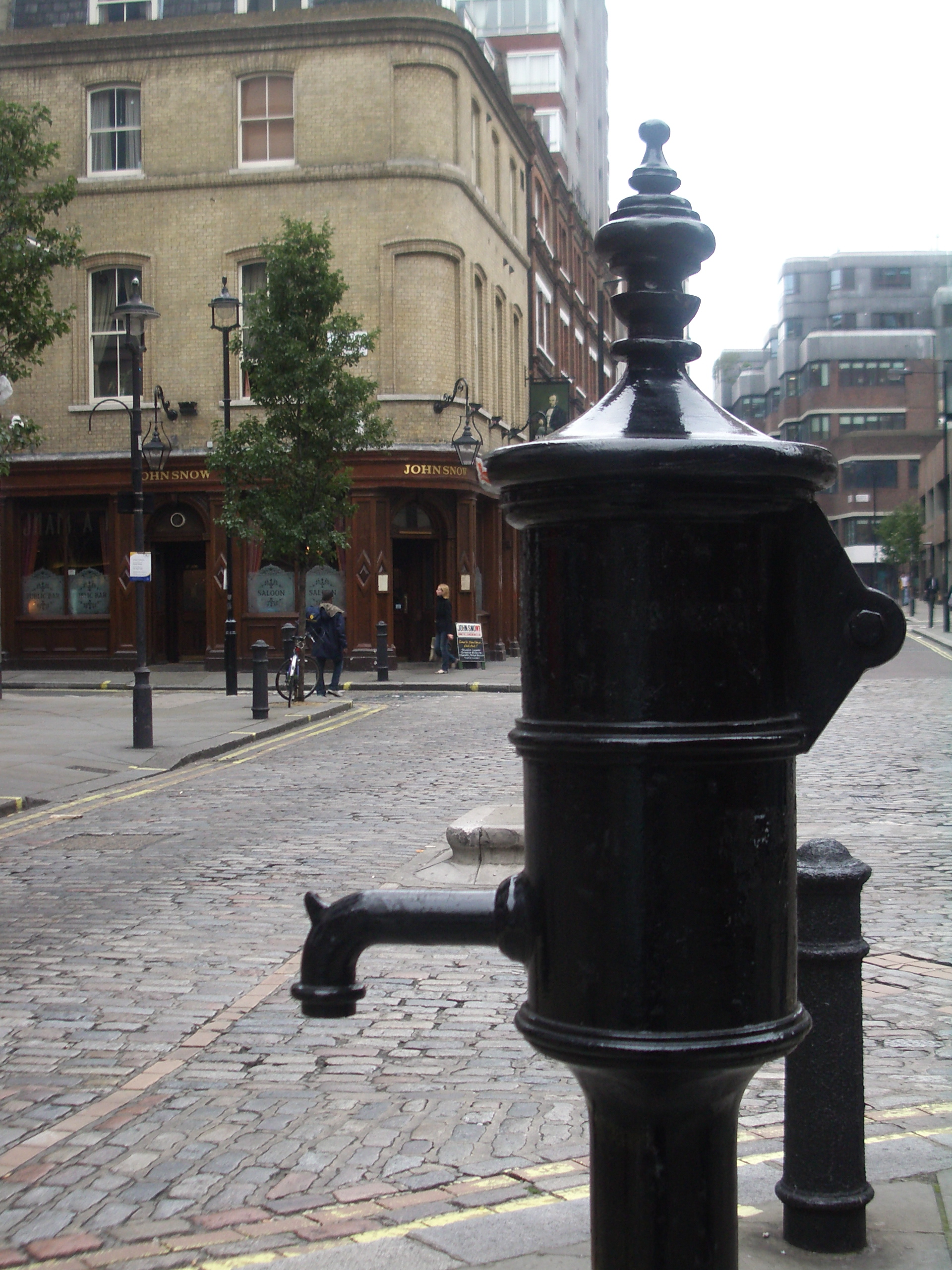
纪念约翰斯诺的抽水机和旁边的酒吧

现在，在原布劳德大街（现布劳维克大街）安装抽水机的地方，有一块纪念约翰·斯诺与他在1854年对霍乱研究的牌匾，在一起的还有一个被移走了手柄的抽水机，旁边镶嵌有红色的花岗石。以约翰·斯诺命名的、隶属于杜伦大学的约翰斯诺学院成立於2001年。而在2003年举行的调查中，约翰·斯诺被选为英国历史上最伟大的内科医生。